# Ad libitum
Ad libitum là một từ tiếng Latin có nghĩa là "tuỳ thích" (at liberty); thường được viết gọn là "ad lib" (khi dùng với vai trò tính từ hoặc phó từ) hay "ad-lib" (khi dùng dưới dạng động từ hay danh từ).

## Trong âm nhạc
Với vai trò một cụm từ chỉ dẫn trong bản nhạc, ad libitum có nghĩa rằng người biểu diễn hoặc chỉ huy có nhiều cách thể hiện tuỳ thích với một đoạn nhạc cho sẵn:
- chơi nhạc không cần theo nhịp thay vì phải có tempo chặt chẽ;
- thay đổi câu hát sao cho khớp với nốt nhạc có sẵn;
- bỏ qua một đoạn nhạc dạo hoặc nhạc nền để rút ngắn thời lượng biểu diễn; hoặc
- trong cụm từ "repeat ad libitum" (ad libitum lặp lại), có thể chơi đoạn nhạc đó với số lần tuỳ thích.